# Talltäckvävare
Talltäckvävare (Tibioploides arcuatus) är en spindelart som beskrevs 1955 av Albert Tullgren. Arten ingår i släktet Tibioploides och familjen täckvävarspindlar. Talltäckvävare förekommer i Skandinavien, Ryssland och Estland. Den lever i barrskog och är en rovspindel. Inga underarter finns listade i Catalogue of Life.